# Doane Perry

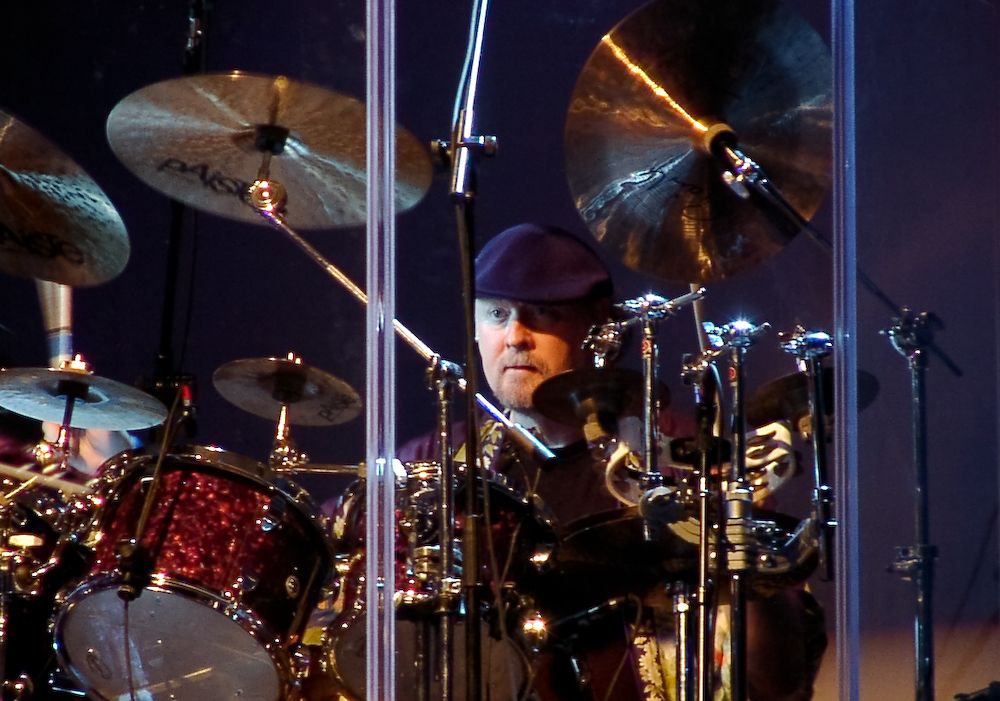
Doane Perry actuando con Jethro Tull en Oakland, California.

Doane Ethredge Perry (16 de junio de 1954) fue el baterista de Jethro Tull desde 1984 hasta el año 2012.
Comenzó a tocar el piano a los 7 años y continuaría hasta los 11 cuando los Beatles llegaron y cambiaron todo. Allí Descubrió la posibilidad, por muy improbable que fuera, de que las jóvenes lo perseguirían por la calle si tomaba los tambores. Cuando tenía 14 años empezó a trabajar los fines de semana con su propia banda en Nueva York y continuo haciéndolo hasta que terminó el bachillerato a los 17 años, aparte de un breve desvío como vendedor de helados de Baskin -Robbins. A los 18 años se convirtió en baterista profesional a pesar de continuar con la escuela, lo que en última instancia creó un serio conflicto (principalmente con la escuela), ya que a menudo viajaba. Esto resultó en una decisión muy difícil, pero Perry eligió la música a tiempo completo. Comenzó a hacer todo lo posible para obtener un fondo musical más amplio que terminó siendo una interesante combinación de trabajo en vivo y estudio que abarcaba una sección de música inusual en Nueva York en ese momento. Partituras de rock, pop, jazz, orquesta, danza, R&B, folk, televisión y cine y todas las músicas étnicas imaginables florecían en ese momento en Nueva York. Fue un momento maravilloso para ser un joven músico. A lo largo de los años tuvo la gran suerte de trabajar con una amplia variedad de artistas y bandas famosas y otras no tan conocidos, aunque sin importar quienes eran, Doane Perry siempre aprendió algo de esos artistas..
Algunos de estos artistas son, en ningún orden en particular: Lou Reed, Bette Midler, Teo Macero y su Big Band, Phyllis Hyman, Todd Rundgren, Baird Hersey, Brenda Russell, Dave Mason, Michel Colombier, Peter Allen , Pat Benatar, Jim Messina, Martha y las Vandellas, Peter Cetera, Dweezil Zappa, Stan Getz, Kitaro y Jon Anderson, Fairport Convention, Laura Branigan, Dionne Warwick, Liza Minnelli, Patty Scialfa, Vonda Shepard, Charles Aznavour, Jess Roden, Barry Mann y Cynthia Weil, Bill Champlin, Marc Shaiman, Freda Payne, Jeffrey Osbourne, Diane Warren, Elliot Murphy, Gary USBonds, Maxus, Cazador / Dragón, Tommy Emmanuel, Richard Clapton, Sharon O'Neil, Sharon O'Neil, Jenny Morris, Joey Dee y los Starlighters, Tom Pacheco, Pat Alger y Artie Traum, Adrian Gurvitz, Gary Brooker, Katey Sagal, Debra Holland, Magellan, The Rivets, Scout, Michael Ruff, Marc Cohn, Patty Scialfa, Barnes & Barnes, David Schwartz, James McVay , David Foster, Michael Omartian, Stewart Levine y Paul Rothchild, trabajó en un proyecto de álbum con una joven artista muy talentosa llamada Rachel Hart, un disco homenaje a Emerson, Lake y Palmer (que salió en el invierno del '98), compuso música para una nueva y muy buena serie de televisión poco convencional titulada "Maximum Bob" con Beau Bridges y una nueva película con Walter Matthau y Carol Burnett titulada "The Marriage Fool". Luego trabajó junto a Vince DiCola en el disco "Thread", que salió en la primavera del '99.